# Cryptocephalus borowieci
Cryptocephalus borowieci – gatunek chrząszcza z rodziny stonkowatych i podrodziny Cryptocephalinae.
Gatunek ten został opisany w 1999 roku przez Andrzeja Warchałowskiego i nazwany na cześć Lecha Borowca.
Chrząszcz północnoafrykański, znany z Algierii i Maroka.